# Krigsåret 1864

## Pågående krig
- Amerikanska inbördeskriget (1861 - 1865)[1]
  - USA (Nordstaterna) på ena sidan
  - Amerikas konfedererade stater (Sydstaterna) på andra sidan

- Dansk-tyska kriget (1864)[2]
  - Danmark på andra sidan
  - Tyska förbundet med Preussen och Österrike på ena sidan
- Franska interventionen i Mexiko (1861-1867)

- Januariupproret (1863-1864)[3]
  - Polen på ena sidan.
  - Ryssland på andra sidan.

- Kaukasiska kriget (1817-1864)
  - Imanatet Kaukasus på ena sidan
  - Ryssland på andra sidan

- Nyzeeländska krigen (1845-1872)
  - Brittiska imperiet på ena sidan.
  - Maori på andra sidan.

- Trippelallianskriget (1864 - 1870)[1]
  - Paraguay på ena sidan
  - Brasilien på andra sidan

## Händelser

### Februari
- 1 -  En preussisk-österrikiska styrka på omkring 60 000 man över gränsfloden Eider in i Slesvig

### Maj
- 9 - Danmark besegrar Preussen och Österrike i Slaget vid Helgoland.

### November
- 11 - Paraguay tar ett brasilianskt skepp; Trippelallianskriget börjar.

### Fotnoter
1. 1 2  ”World Statesmen”. http://www.worldstatesmen.org/WARS.html. Läst 28 juni 2011.
2. ↑  ”Chronological List of All Wars”. Arkiverad från originalet den 9 oktober 2014. https://web.archive.org/web/20141009082543/http://www.correlatesofwar.org/COW2%20Data/WarData_NEW/WarList_NEW.pdf. Läst 29 juni 2011.
3. ↑  ”WHKMLA”. http://www.zum.de/whkmla/military/19cen/polishreb1863.html. Läst 30 juni 2011.